# Johan Harstad

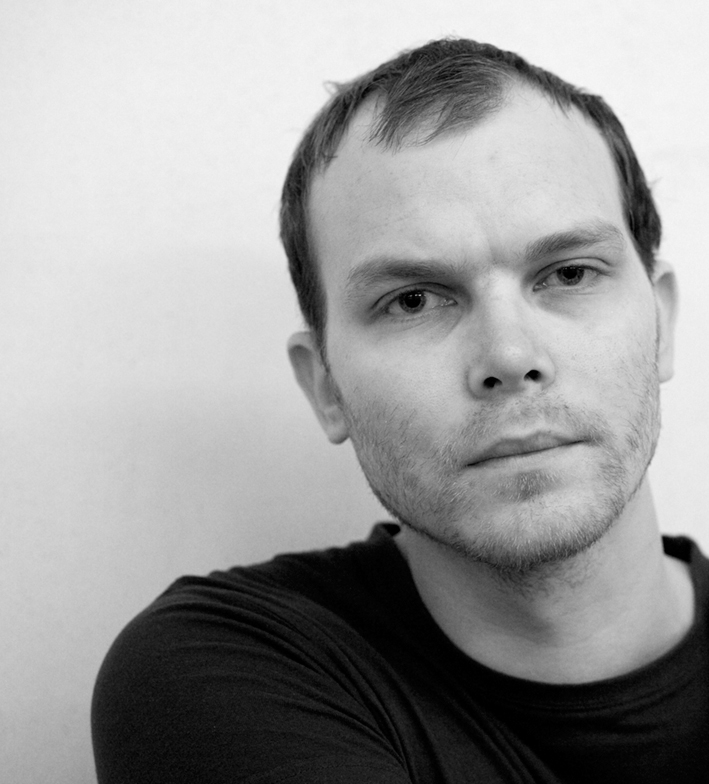
Johan Harstad (2008)

Johan Harstad (* 10. Februar 1979 in Stavanger) ist ein norwegischer Autor von Kurzgeschichten, kurzen Erzählungen und Romanen.

## Leben
Harstadt wuchs in Stavanger im südwestnorwegischen Rogaland auf, studierte Literaturwissenschaft an der Universität Trondheim (Technisch-Naturwissenschaftliche Universität Norwegens) und lebt heute in Oslo. Erste kürzere Texte veröffentlichte er 2000 in Gyldendals Debütanthologie Postboks 6860. 2001 erschien sein erstes selbständiges Werk, die Kurzprosasammlung Herfra blir du bare eldre (dt. Von hier an wirst du nur noch älter). Bereits ein Jahr später (2002) lagen unter dem Titel Ambulanse (dt. Rettungswagen) elf zum Teil längere Kurzgeschichten vor, die ins Französische und zum Teil auch ins Deutsche übersetzt wurden.
2005 verließ er mit seinem Romandebüt Buzz Aldrin, hvor ble det av deg i alt mylderet? (dt. Buzz Aldrin wo warst du in all dem Durcheinander) die kurzen Formen. Der Roman spielt zum größten Teil im Dorf Gjógv auf den Färöern und hat sich dort schnell den Ruf eines Kultbuchs erworben. Im Mittelpunkt steht der junge norwegische Gärtner Mattias, der einen Freund auf die Inselgruppe im Atlantik begleitet und nach einer Woche in seine Heimatstadt Stavanger zurückkehren will. Doch nicht nur verlässt ihn seine Freundin nach zwölf Jahren einer scheinbar problemlosen Beziehung. Auch sonst gerät sein Leben allmählich außer Kontrolle. Im Stil des lateinamerikanischen magischen Realismus weiten sich die räumlichen und zeitlichen Dimensionen: im Jahr 2019 ist Mattias scheinbar dem Weltall nah, das ihn seit jeher fasziniert. Er interessiert sich vor allem für Edwin "Buzz" Aldrin, dem zweiten Mann auf dem Mond, der – im Gegensatz zu Neil Armstrong – längst vergessen scheint. Die norwegische Zeitung Dagbladet urteilte über das Buch: "Eine Mondfahrt von einem Roman!"
Buzz Aldrin, hvor ble det av deg i alt mylderet wurde in rund ein Dutzend Sprachen übersetzt und vom Norwegischen Rundfunk als vierteilige Serie verfilmt.
2015 legte Harstad Max, Mischa & Tetoffensiven vor, das nach Dänemark, Deutschland (dt. Max, Mischa und die Tet-Offensive, erschien 2019 im Rowohlt Verlag), in die Niederlande und nach Spanien verkauft wurde.
Der Autor arbeitet nebenher als Grafik-Designer und mit unterschiedlichen Film- und Musikprojekten. Unter anderem entwirft er die Buchumschläge für seine Bücher selbst.

## Auszeichnungen
- 2008: Brage-Preis für Darlah
- 2016: Sultprisen
- 2019: Aschehoug-Literaturpreis
- 2019: Dobloug-Preis

## Werke
- Herfra blir du bare eldre, [Oslo]: Gyldendal, 2001. ISBN 82-05-29789-4
- Ambulanse, [Oslo]: Gyldendal, 2002. ISBN 82-05-30736-9
- Buzz Aldrin, hvor ble det av deg i alt mylderet?, [Oslo]: Gyldendal, 2005. ISBN 82-05-33959-7
- Hässelby, [Oslo]: Gyldendal, 2007. ISBN 978-82-05-37577-2
- Darlah - 172 timer på månen, [Oslo]: Cappelen Damm, 2008. ISBN 82-02-29638-2
- Bsider, [Oslo]: Gyldendal, 2008. ISBN 978-82-05-38601-3
- Osv., [Oslo]: Gyldendal, 2010. ISBN 978-82-05-40613-1
- Max, Mischa & Tetoffensiven, [Oslo]: Gyldendal, 2015. ISBN 978-82-05-47314-0
- Under brosteinen, stranden!, [Oslo]: Gyldendal, 2024. ISBN  978-82-05-60067-6

## Theaterstücke
- Grader av hvitt, 2007
- Washington, 2007
- Krasnoyarsk, 2008
- Brødmannens memoarer del 1: Akapulco, 2007
- Brødmannens memoarer del 2: Ellis Iland, 2009
- Osv., 2010

## Übersetzungen
- Ambulanse. Aus dem Norwegischen von Steffen Hahn und Philipp Schneider (Auszüge in Vereinzelt Schneefall. Neue Texte aus Skandinavien. Herausgegeben von Klaus Böldl und Uwe Englert. Frankfurt/Main: S. Fischer Verlag, 2004 [= Neue Rundschau, 115, Heft 3]. ISBN 3-10-809058-5)
- Ambulanse. (Auszug in Out of the cool : neue nordische Novellen. Herausgegeben von Inken Jana Meyer. Essen: Meysenburg, 2005. ISBN 3-930508-18-4)
- Buzz Aldrin wo warst du in all dem Durcheinander, München: Piper, 2006. ISBN 3-492-04877-3
- Darlah, München: Deutscher Taschenbuch Verlag, 2010. ISBN 978-3-423-24777-1
- Max, Mischa und die Tet-Offensive, Reinbek bei Hamburg: Rowohlt Verlag, 2019. ISBN 978-3-498-03033-9.
- Auf frischer Tat, übersetzt von Ursel Allenstein, Roman, Hamburg: Rowohlt Verlag, 2022. ISBN 978-3-498-00141-4.
- Unter dem Pflaster liegt der Strand, übersetzt von Ursel Allenstein und Stefan Pluschkat, Roman, Berlin: Claassen-Verlag, 2025, ISBN 978-3-546-10106-6.